# إسموريز
إسموريز هي أبرشية تقع في بلدية أوفار في البرتغال. يبلغ عدد سكانها 11,448 نسمة وذلك حسب إحصائيات سنة 2011.

## أعلام
- مانويل راموس
- روبرتو ريس

## وصلات خارجية
- الموقع الرسمي